# Schistoglossa viduata
Schistoglossa viduata – gatunek chrząszcza z rodziny kusakowatych i podrodziny rydzenic. Zamieszkuje Europę.

## Taksonomia
Gatunek ten opisany został po raz pierwszy w 1837 roku przez Wilhelma Ferdinanda Erichsona pod nazwą Homalota viduata. W 1856 roku Ernst Gustav Kraatz umieścił go w nowym rodzaju Schistoglossa, dla którego stanowi gatunek typowy.

## Morfologia

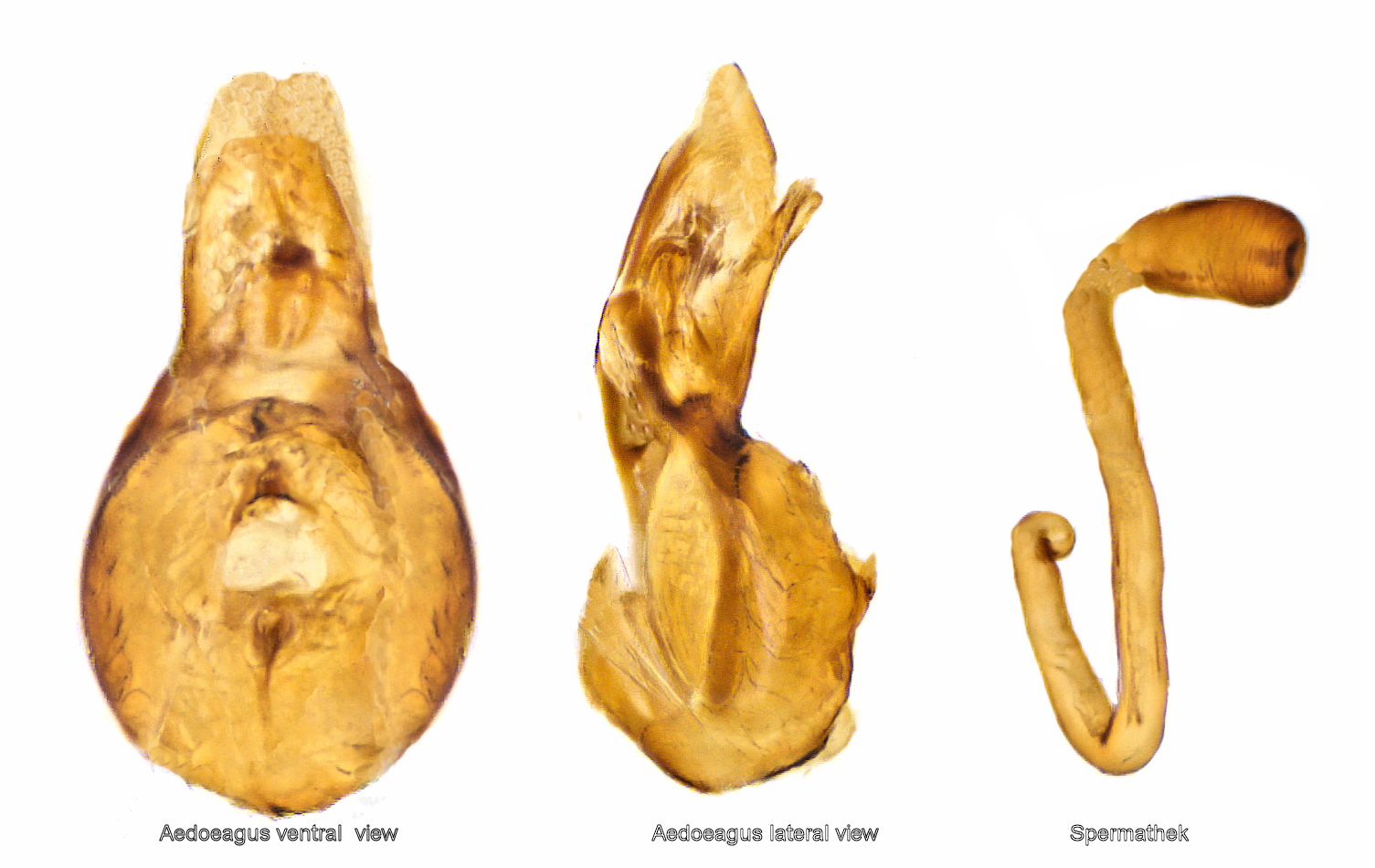
Genitalia

Chrząszcz o wydłużonym ciele długości od 2,5 do 3,5 mm. Głowa jest czarna, o oczach niemal tak długich jak skronie. Czułki są brązowoczerwone z żółtobrązowymi nasadami, smukłe, o przedostatnim członie co najwyżej lekko poprzecznym. Przedplecze jest czarne, znacznie szersze od głowy, lekko poprzeczne, ku przodowi wyraźniej niż ku tyłowi zwężone, u samca pośrodkowo spłaszczone, u samicy pośrodku płasko wciśnięte. Punktowanie jego powierzchni jest nadzwyczaj drobne i gęste. Owłosienie na linii środkowej przedplecza skierowane jest wyłącznie do tyłu. Pokrywy są czarne, drobno i gęsto punktowane. Kolor odnóży jest brązowożółty.

## Ekologia i występowanie
Owad ten zasiedla stanowiska wilgotne na obszarach nizinnych, w tym pobrzeża wód i wilgotne łąki. Bytuje pod napływkami i rozkładającymi się liśćmi.
Gatunek palearktyczny, europejski, znany z  Wielkiej Brytanii, Francji, Belgii, Holandii, Niemiec, Szwajcarii, Austrii, Włoch, Danii, Szwecji, Norwegii, Finlandii, Estonii, Łotwy, Litwy, Polski, Czech, Słowacji, Węgier i europejskiej części Rosji.
Na „Czerwonej liście gatunków zagrożonych Republiki Czeskiej” umieszczony jest jako gatunek narażony na wymarcie (VU).